# Santonio Holmes
Santonio Holmes Jr. (Belle Glade, 3 marzo 1984) è un ex giocatore di football americano statunitense che ha militato nel ruolo di wide receiver nella National Football League.
Fu selezionato dai Pittsburgh Steelers nel corso del primo giro del Draft NFL 2006 dopo aver giocato al college a football alla Ohio State. Nel 2009 Holmes fu nominato MVP del Super Bowl XLIII.

## Carriera professionistica

### Pittsburgh Steelers

#### Stagione 2006
Holmes fu scelto come 25º assoluto nel Draft 2006, il primo ricevitore preso dagli Steelers dopo Plaxico Burress. Holmes, che indossava il numero 4 alla Ohio State University (un numero che non è consentito di portare ai wide receiver nella NFL), scelse il numero 10, precedentemente indossato a Pittsburgh dal kicker Roy Gerela e dal quarterback Kordell Stewart.
All'inizio della deludente stagione degli Steelers del 2006, Holmes fu criticato per le sue scarse prestazioni negli special team come ritornatore, ruolo in cui causò frequenti fumble. Alla fine, Holmes ebbe maggior successo come ricevitore, mostrando il suo atletismo e le sue abilità in diverse gare. Nella sesta settimana fu premiato come rookie della settimana per la sua pre-stagione il 15 ottobre contro i Kansas City Chiefs, totalizzando 58 yard su ricezione e 13 yard su corsa.
Alla fine della stagione, Holmes sostituì Cedrick Wilson come titolare e terminò la stagione regolare 2006 con 49 ricezioni per 824 yard e 2 touchdown. La sua miglior giocata della stagione fu anche l'ultima, quando, nei supplementari della gara finale degli Steelers contro i Cincinnati Bengals, Holmes ricevette un passaggio da Ben Roethlisberger e sfruttò lo spazio davanti a sé per segnare un touchdown da 67 yard siglando la vittoria per gli Steelers. Egli inoltre ritornò un punt per 65 yard in un touchdown il 17 dicembre contro i Carolina Panthers.

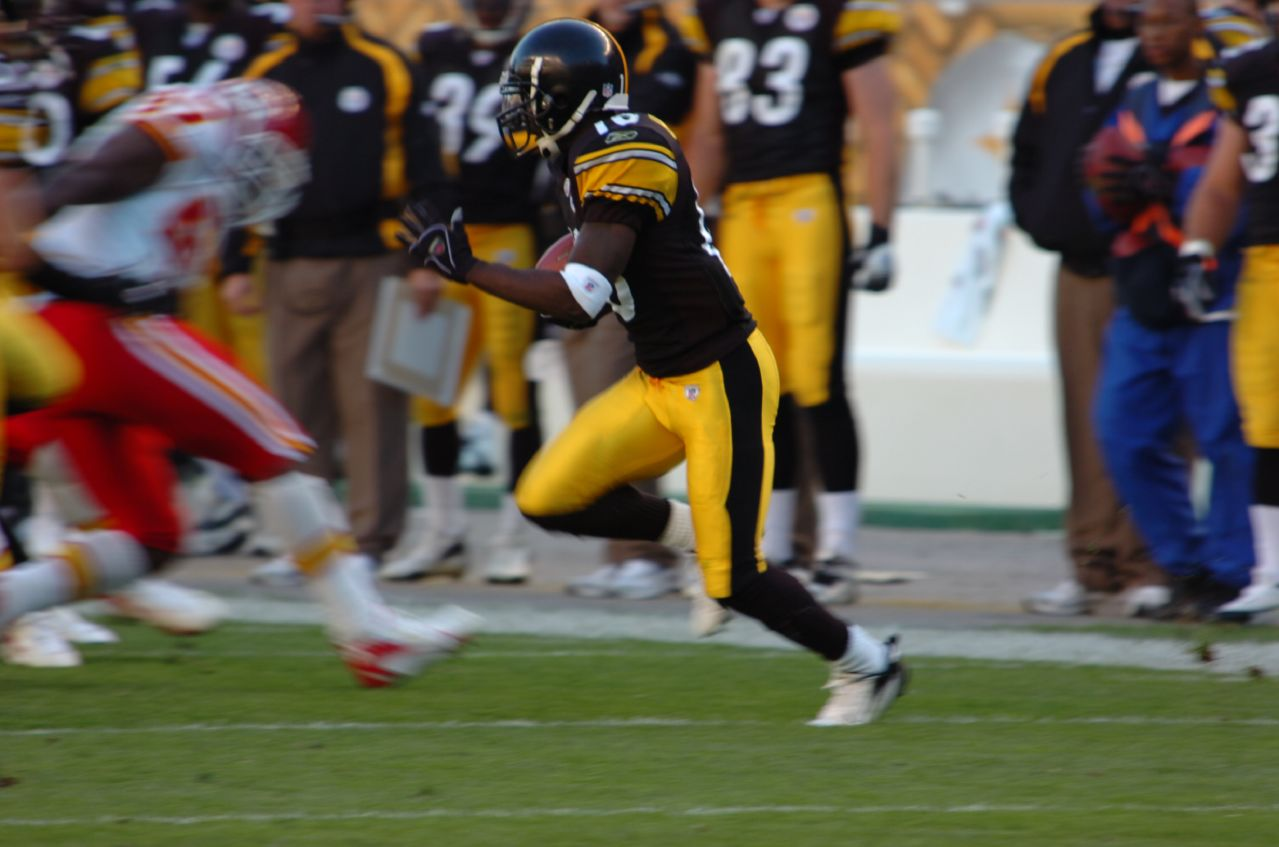
Santonio Holmes coi Pittsburgh Steelers nel 2006.

#### Stagione 2007
Holmes fu nominato titolare degli Steelers all'inizio del training camp. Egli ebbe una grandissima stagione nel 2007, guidando gli Steelers in yard ricevute e TD ricevuti, emergendo come uno dei migliori del suo ruolo nella NFL. Nella settimana 1 contro i Cleveland Browns, Holmes ricevette un passaggio da TD da 40 yard da Ben Roethlisberger nella vittoria sui Browns 34–7. Nella sconfitta nella settimana 4 contro gli Arizona Cardinals, egli giocò una delle migliori partite della sua giovane carriera, terminando con 6 ricezioni, 128 yard e 2 prese da touchdown. Nella settimana 9, egli segnò altri due touchdown contro i Baltimore Ravens, entrambi nel primo tempo. Egli finì con 4 ricezioni, 110 yard e 2 touchdown. Nella settimana 16, Santonio Holmes ricevette il maggior numero di yard in carriera, 133, contro i St. Louis Rams. Egli finì la stagione con 942 yard ricevute e 8 touchdown. Holmes guidò la lega in yard medie per ricezione.
Nella sua prima partita di playoff, una sconfitta 31–29 contro i Jacksonville Jaguars, egli terminò con 3 ricezioni, 49 yard ed un touchdown.

#### Stagione 2008
Malgrado non avesse più ritornato alcun punt nella stagione 2007, Holmes ritornò a farlo nella stagione 2008. Durante l'estate, Holmes si pose l'obiettivo di giocare tutte e 16 le gare della stagione, aumentando il suo peso di 5 chilogrammi.
Holmes iniziò la stagione con due ricezioni per 19 yard nella vittoria sugli Houston Texans. Nella vittoria della settimana seguente 10-6 sui Cleveland Browns, Holmes totalizzò 94 yard su 5 ricezioni ed una corsa da 10 yard. Nella successiva sconfitta con gli Eagles, egli registrò 3 ricezioni per 32 yard. Holmes segnò il suo primo TD la settimana seguente nei supplementari contro i Baltimore Ravens, finendo con 61 yard su 3 ricezioni e un touchdown. Dopo la settimana di pausa, Holmes ricevette 89 yard su 5 ricezioni nella vittoria contro i Cincinnati Bengals.
Successivamente, Holmes fu messo in panchina in seguito all'arresto per possesso di marijuana. Holmes fu messo in panchina dall'allenatore Mike Tomlin due volte. Dovette saltare la partita persa contro i New York Giants ma rientrò nel roster nel Monday Night Football contro i Washington Redskins.
Statisticamente, la produzione di Holmes calò rispetto ai numeri della stagione precedente. Egli ebbe meno ricezioni, yard ricevute e media di yard per ricezione. Holmes, però, contribuì con grandi giocate nel corso della stagione, specialmente nella gara contro i Dallas Cowboys dove ricevette un lungo passaggio che diede vigore all'attacco degli Steelers che in quel momento si trovava in difficoltà.
Nel Super Bowl XLIII, Holmes sigillò il sesto Super Bowl degli Steelers (record NFL) ricevendo un passaggio da 6 yard di Ben Roethlisberger trasformato in touchdown a 35 secondi dalla fine dei tempi regolamentari. Holmes ricevette 9 passaggi per 131 yard ed un touchdown, comprese quattro ricezioni per totali 73 yard nel drive finale della vittoria. Egli fu nominato MVP del Super Bowl, divenendo il sesto wide receiver a ricevere tale onore ed il terzo ricevitore di Pittsburgh a vincere il premio, succedendo a Lynn Swann ed Hines Ward.

#### Stagione 2009
Dal punto di vista statistico, il 2009 fu la miglior stagione della sua carriera. Egli ricevette 79 passaggi per 1.248 yard e 5 touchdown divenendo il bersaglio principale dell'attacco di Pittsburgh, in quello che fu sorprendentemente il suo ultimo anno con la squadra. Dopo la fine della stagione fu messo sul mercato a causa dei suoi problemi con la legge.
Lo scambio avvenne dopo l'incidente che vide coinvolto Holmes in un night club, contemporaneamente ai problemi legali di Ben Roethlisberger, cosicché gli Steelers vollero mandare un segnale agli altri giocatori. Se Holmes non fosse stato scambiato, gli Steelers lo avrebbero semplicemente svincolato, destino simile a quello dell'ex prima scelta del primo giro Huey Richardson, scambiato per una scelta del settimo giro un anno dopo essere stato scelto nel primo giro.

### New York Jets

#### Stagione 2010
L'11 aprile 2010, Holmes fu scambiato coi New York Jets in cambio di una scelta del quinto giro del Draft NFL 2010. (Gli Steelers in seguito scambiarono la scelta con gli Arizona Cardinals in cambio di una scelta del sesto giro (Antonio Brown) e riacquisendo Bryant McFadden. I Cardinals usarono la scelta per il quarterback John Skelton.) Poco dopo lo scambio, la NFL annunciò che Holmes sarebbe stato sospeso per le prime 4 partite della stagione a causa della violazione del regolamento NFL sull'abuso di sostanza vietate.
Dopo aver scontato i quattro turni di sospensione, Holmes ritornò ad allenarsi il 6 ottobre 2010. Anche se ad Holmes era proibito allenarsi coi compagni di squadra oltre a giocare con i Jets nella stagione regolare, egli frequentò comunque gli incontri della squadra, lavorando con le attrezzature della società.
Il 14 novembre 2010, con 22 secondi rimanenti e sotto di un punto contro i Cleveland Browns, Santonio Holmes ricevette un passaggio sulla linea delle 31 yard dei Browns portandolo fino al touchdown, dando ai Jets la vittoria 26-20 su Cleveland.
La settimana successiva, il 21 novembre 2010, Holmes ricevette nuovamente il touchdown della vittoria da Mark Sanchez a dieci secondi dallo scadere con i Jets che batterono gli Houston Texans 30-27.

#### Stagione 2011
Holmes rifirmò coi Jets poco prima dell'inizio della stagione 2011 con un contratto quinquennale. Fu nominato uno dei capitani della squadra, insieme al quarterback titolare Mark Sanchez, prima che la stagione iniziasse. Nell'ultimo quarto della partita finale della stagione 2011 contro i Miami Dolphins, Santonio sembrò avere una discussione con l'offensive tackle dei Jets Wayne Hunter nella mischia. Holmes fu messo in panchina per il resto della gara e i Jets finirono col perdere, mancando i playoff per la prima volta dal 2008. Le sue qualità di leader e la sua credibilità come capitano da quel momento furono messe in discussione.

#### Stagione 2012
Nella settimana 3, i Jets vinsero ai supplementari contro i Miami Dolphins con Holmes che disputò una grande partita ricevendo 9 passaggi per 147 yard. Nel turno successivo, i Jets subirono una brutta sconfitta per 34-0 contro i San Francisco 49ers e Holmes si infortunò gravemente a un piede, la cui operazione chirurgica lo tenne fuori per tutto il resto dell'annata

#### Stagione 2013
Dopo aver ricevuto solamente 13 e 51 yard nelle prime due gare di ritorno dall'infortunio, nella settimana 3 contro i Buffalo Bills Holmes sembrò aver ritrovato la forma dei giorni migliori, ricevendo 154 yard e il passaggio da touchdown vincente da 69 yard nel quarto periodo dal quarterback Geno Smith. Quella fu l'unica marcatura della sua stagione, che terminò con 456 yard ricevute. Il 10 marzo 2014 fu svincolato dai Jets.

### Chicago Bears
Il 16 agosto 2014 Holmes firmò con i Chicago Bears, con cui disputò l'ultima stagione in carriera.

## Palmarès

### Franchigia
- Super Bowl : 1

Pittsburgh Steelers: XLIII
- American Football Conference Championship: 1

Pittsburgh Steelers: 2008

### Individuale
- MVP del Super Bowl: 1

2008

## Statistiche
| Partite totali         | 103   |
| Partite da titolare    | 89    |
| Ricezioni              | 381   |
| Yard su ricezione      | 5.963 |
| Touchdown su ricezione | 36    |

Statistiche aggiornate alla stagione 2013